# Unione Italiana del Lavoro
Unione Italiana del Lavoro (UIL) är Italiens tredje största fackliga centralorganisation. Man har knappt 2 miljoner medlemmar och är medlem i Internationella fackliga samorganisationen och Europeiska fackliga samorganisationen. Nuvarande generalsekreterare Luigi Angeletti valdes den 13 maj 2000.
UIL grundades i 5 mars 1950.

## Generalsekreterare
- 1953-1969 Italo Viglianesi
- 1969-1971 Lino Ravecca, Ruggero Ravenna, Raffaele Vanni
- 1971-1976 Raffaele Vanni
- 1976-1992 Giorgio Benvenuto
- 1992-2000 Pietro Larizza
- 2010-        Luigi Angeletti